# 서위 문제
위 문황제 원보거(魏 文皇帝 元寶炬, 507년 ~ 551년 3월 28일(음력 3월 6일))는 중국 남북조 시대 서위의 초대 황제(재위: 534년 ~ 551년)이다.

## 생애
508년에 아버지가 기주에서 반란을 일으켜 패사했기 때문에 원보거는 형제들과 함께 종정사에 유폐된다. 선무제가 죽고 유폐가 풀렸다. 정광 연간에 직합 장군의 호를 받았다. 원후와 함께 영태후의 총남들을 살해하려 모의했지만 사전에 발각되어 실패하고 면직됐다. 528년에 소현후로, 530년에 남양왕에 임명된다. 태창 원년 5월 태위에 이르렀지만 6월 사건에 연좌되어 표기 대장군으로 강등되고 왕의 저택에 칩거했다. 7월 다시 태위를 맡았다. 533년 3월에 상서령 태보로, 534년에는 중군 사면 대도독으로 승진했다. 효무제가 우문태를 믿고 장안으로 가자 원보거는 효무제를 따라갔고 태재, 녹상서사에 임명됐다.
534년 말에 효무제가 우문태에 의해 독살되고 535년 1월에 우문태에 의해 옹립되어 즉위하고 연호도 대통으로 바꿨다. 낙양에서는 이미 고환이 문제의 종생에 해당하는 효정제를 옹립한다. 이후는 문제의 서위와 효정제의 동위가 양립하는 상황이 되었다. 하지만 어느 황제도 괴뢰이며 서위는 우문태가 동위에서는 고환이 각각 실권을 쥐고 있었다.
문제의 치세는 당초 형주를 동위의 후경에 빼앗기고 우문태의 옛 본거지인 무천주를 함락당하는 등 국력의 약화를 비롯하여 군사력에서의 약세가 이어졌다. 536년 경에는 관중에 기근이 일어나 많은 사망자를 내는 참상을 보였다. 건국 당초의 위기는 대통 537년에 우문태가 사원의 싸움에서 고환을 깰 즈음에 극복의 조짐을 보이기 시작했다. 한때는 옛 도읍 낙양을 빼앗는 등의 선전을 보여 서위와 동위의 전선은 점차 경색돼 갔다.
547년에는 후경의 항복을 받아들여 하남 대행대신으로 임명하지만 그 해에 다시 배반당했다.
551년 3월, 장안의 건안전에서 죽었다.

## 기년
| 문제        | 원년            | 2년        | 3년        | 4년        | 5년        | 6년        | 7년        | 8년        | 9년        | 10년       |
| ----------- | --------------- | ---------- | ---------- | ---------- | ---------- | ---------- | ---------- | ---------- | ---------- | ---------- |
| 서력 (西曆) | 535년           | 536년      | 537년      | 538년      | 539년      | 540년      | 541년      | 542년      | 543년      | 544년      |
| 간지 (干支) | 을묘(乙卯)      | 병진(丙辰) | 정사(丁巳) | 무오(戊午) | 기미(己未) | 경신(庚申) | 신유(辛酉) | 임술(壬戌) | 계해(癸亥) | 갑자(甲子) |
| 연호 (年號) | 대통(大統) 원년 | 2년        | 3년        | 4년        | 5년        | 6년        | 7년        | 8년        | 9년        | 10년       |
| 문제        | 11년            | 12년       | 13년       | 14년       | 15년       | 16년       | 17년       |            |            |            |
| 서력 (西曆) | 545년           | 546년      | 547년      | 548년      | 549년      | 550년      | 551년      |            |            |            |
| 간지 (干支) | 을축(乙丑)      | 병인(丙寅) | 정묘(丁卯) | 무진(戊辰) | 기사(己巳) | 경오(庚午) | 신미(辛未) |            |            |            |
| 연호 (年號) | 11년            | 12년       | 13년       | 14년       | 15년       | 16년       | 17년       |            |            |            |